# Río Aguas Blancas
El río Aguas Blancas es un río de provincia de Granada, comunidad autónoma de Andalucía, al sur de España. 

## Curso
Nace por encima de la pedanía de Tocón de Quéntar, en las faldas del cerro Carcabal (1961 m). Aguas abajo recibe continuas aportaciones de pequeños arroyos de aguas cristalinas, así como de fuentes que van nutriendo el río hasta llegar al embalse de Quéntar. Las aguas son especialmente transparentes, filtradas desde sierras dolomíticas muy forestadas, que se vieron afectadas por un monstruoso incendio en 1993. Junto al valle y a las hendiduras abiertas por el cauce discurre la carretera que une Quéntar con Tocón. 
El río es afluente del Genil. Sus principales afluentes son el río Tocón, el río Padules y el barranco del Tintín, que ambos confluyen en el embalse de Quéntar de 13,6 hm³, inaugurado en 1975.
En su recorrido pasa por las poblaciones granadinas de Quéntar y Dúdar, hasta desembocar en el Río Genil en el término municipal de Pinos Genil.

## Flora y fauna
En la cuenca del Aguas Blancas, al igual que la vecina cuenca de los ríos Darro y Beas, el pastizal matorral está formado principalmente por aromáticas así como algunas pequeñas encinas. En los bosques predominan las coníferas sobre todo de pino pinaster y halepensis. Los cultivos predominantes son el de cereal y el arbolado de secano como almendro, olivar y viñedo, y algunas huertas.

## Turismo
El fácil acceso al río, sus numerosas fuentes de montaña, grandes pozas donde bañarse y áreas recreativas han hecho de este tramo fluvial uno de los más concurridos de Granada.